# Sonate pour piano no 19 de Schubert
Pour un article plus général, voir Sonate pour piano.
Pour les articles homonymes, voir Sonate pour piano (homonymie).
La Sonate pour piano no 19 en do mineur, D. 958  est la dix-neuvième sonate (sur 21) de Franz Schubert, composée en septembre 1828.
Il s'agit de l'une de ses dernières œuvres achevées (avec les sonates pour piano no 20 et no 21 et son Quintette en ut majeur) puisqu'il meurt en novembre de la même année. Elle n'a été d'ailleurs éditée qu'à titre posthume près de dix ans après le décès du musicien.
Elle comporte quatre mouvements et son exécution demande environ trente minutes :
- Allegro
- Adagio
- Menuetto : Allegro – trio
- Allegro